# Limousin (fordon)
Limousin är en typ av lång lyxbil.

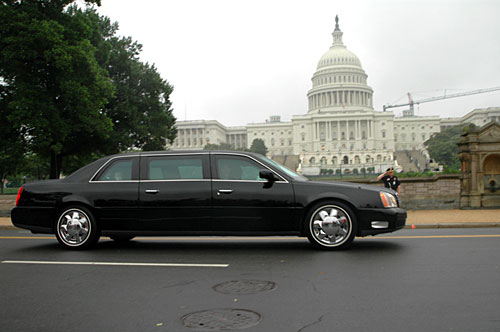
Limousin tillverkad av Cadillac som Nancy Reagan färdats i.

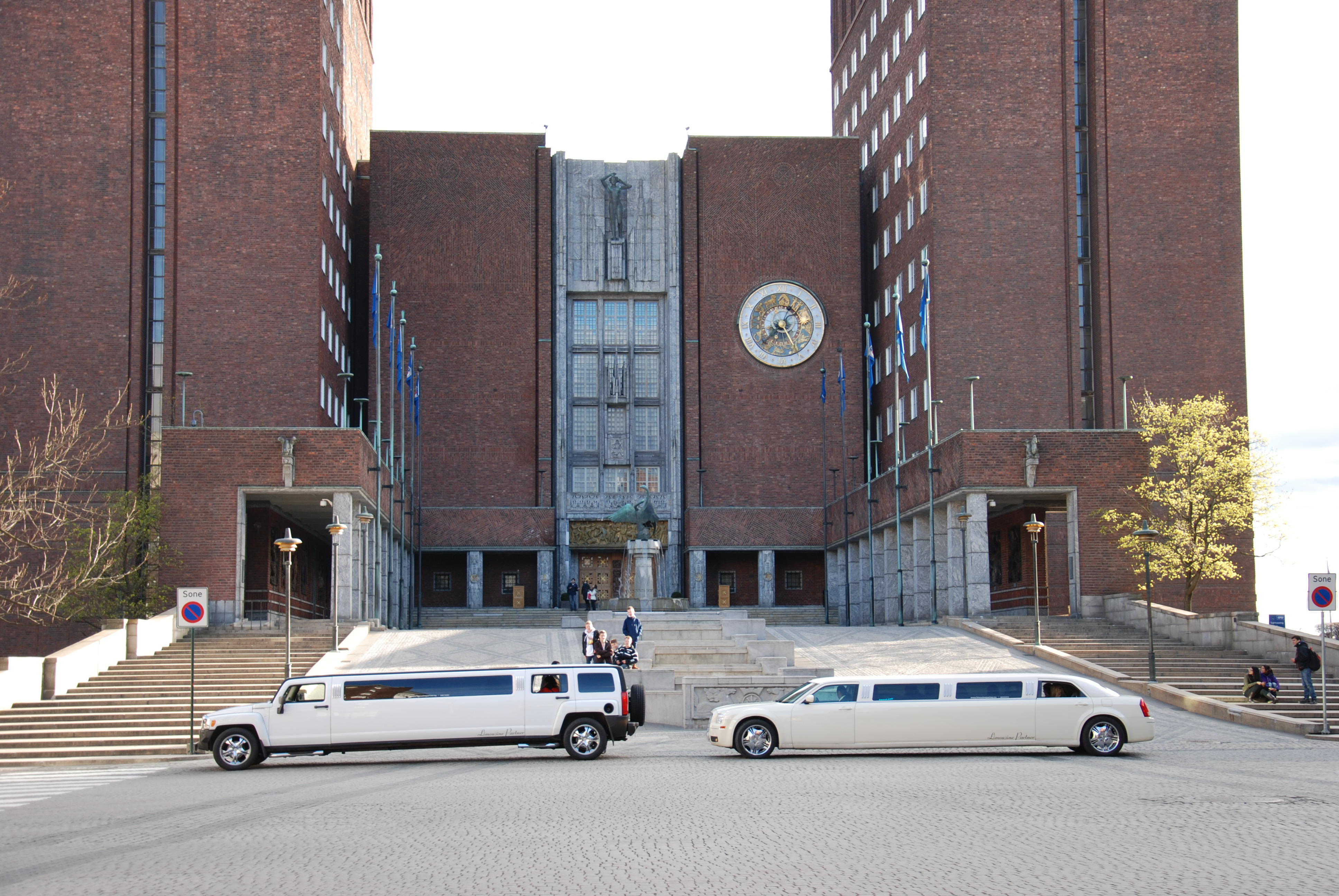
Limousiner framför Oslo rådhus, en Hummer till vänster och en Chrysler till höger.

Karakteristiskt för en limousin är att den har en förlängd kaross. Oftast är färgen helsvart eller vit men andra färger förekommer också. Ursprungligen byggdes limousiner av klassiska bilmärken, men på senare tid har fler typer byggts. En klassisk limousin har också tonade rutor i bakre delen så att man inte skall kunna se dess passagerare.
Tyska bilmärken, såsom Audi och BMW, har ofta med ordet limousine i modellbeteckningen. På tyska betyder det dock inte limousin utan helt enkelt att det rör sig om en sedan. Det som i Sverige kallas limousin heter på tyska Stretch-Limousine.

## Etymologi
Ordet "limousine" kommer från namnet på den franska regionen Limousin; det är dock inte känt hur namnet på området överfördes till bilen. 
En möjlighet är en speciell typ av vagnstak eller huva som fysiskt liknade den upphöjda huvan på den mantel som bars av herdarna i området.
En alternativ etymologi föreslår att vissa tidiga chaufförer bar en regnrock i limousinstil i det öppna förarutrymmet för att skydda sig mot vädret. Namnet utvidgades sedan till att omfatta denna speciella typ av bil med en permanent topp som sticker ut över chauffören. Denna tidigare biltyp hade ett slutet passagerarutrymme med plats för tre till fem personer, där endast taket stack fram över den öppna förarplatsen i fronten.

## Utnyttjande
Typiska limousinefunktioner inkluderar läder- eller alcantaraklädsel, fina träinläggningar, en minibar, snackbord, TV, telefon, stereoanläggning och en skjutbar skiljevägg mellan föraren och de bakre passagerarna. Men eftersom dessa fordon beställs individuellt av kunden finns det också limousiner med ofta excentriska eller överdrivna funktioner. 
Limousiner är de typiska bilarna för mycket rika affärsmän, kändisar och politiker, men tyvärr har de blivit ökända för att också ägas av mäktiga kriminella hjärnor och ökända despoter under de senaste decennierna. Under de senaste decennierna har limousiner också använts som hyrbilar för turister, bröllop och andra överdådiga firanden. En limousine hjälper till att säkerställa en smidig och bekymmersfri upplevelse för paret och brudföljet.
Under 2000-talet har limousinverksamheten i USA minskat på grund av effekterna av den stora recessionen, den efterföljande tillväxten av appar för samåkning och en branschkris orsakad av dödsolyckor med limousiner 2015 och i Schoharie, N.Y., 2018. Dessutom började människor som brukade använda limousiner under denna tid att välja mer diskreta bilar, till exempel svarta SUV: er.

## Exempel på limousiner
- GAZ 13 Tjajka
- ZIM M-12 (1950-57)
- ZIL 111-G (1968-70)
- ZIL 41047 (1987-2001)
- Lincoln Town Car
- Hummer H2
- Chrysler 300C
- Volvo 940/960 limousine